# ビート・ボーイ
『ビート・ボーイ』（Beat Boy）は、イギリスのシンセポップバンド、ヴィサージの3枚目のアルバム。1984年10月22日発売。前作リリース後にミッジ・ユーロが脱退し、アンディ・バーネットがギターを担当。またレコーディング開始後ほどなくしてビリー・カーリーとデイヴ・フォーミュラも脱退している。全英79位と振るわず、批評家にも酷評され、翌1985年に解散した。
2009年にチェリーレッドよりリイシューされるまでCDとして発売されなかった。

## 収録曲
全曲ヴィサージによる作詞作曲

### A面
1. "Beat Boy" - 6:46
2. "Casualty" - 5:28
3. "Questions" - 6:11
4. "Only the Good (Die Young)" - 5:58

### B面
1. "Can You Hear Me" - 6:29
2. "The Promise" - 3:59
3. "Love Glove" - 4:45
4. "Yesterday's Shadow" - 6:29

### 2009年版ボーナス・トラック
1. "Beat Boy (Dance Mix)" - 7:19
2. "Love Glove (Long Version)" - 6:38
3. "She's a Machine" - 4:54
4. "Der Amboss" - 5:39

## 参加ミュージシャン
- スティーヴ・ストレンジ - ボーカル
- アンディ・バーネット - ギター
- スティーヴ・バーナクル - ベースギター
- ゲイリー・バーナクル - サックス
- ラスティ・イーガン - ドラムス、電子ドラム

### その他ミュージシャン
- ビリー・カリー - エレクトリック・ヴァイオリン、シンセサイザー
- デイヴ・フォーミュラ - シンセサイザー
- マーシャ・レイヴン、カレン・ラムジー、ローズ・パターソン - コーラス